# إغناثيو راتي
إغناثيو راتي (بالإسبانية: Ignacio Ratti)‏ هو لاعب كرة قدم أوروغواياني في مركزي الوسط والهجوم، ولد في 5 أبريل 1994 في لاس بيدراس ‏ في الأوروغواي. شارك مع منتخب الأوروغواي تحت 17 سنة لكرة القدم. أما مع النوادي، فقد لعب مع ريفر بليت.

## وصلات خارجية
- إغناثيو راتي على موقع الاتحاد الدولي (مؤرشف)  (الإنجليزية)
- إغناثيو راتي على موقع قاعدة بيانات كرة القدم.إي يو (الإنجليزية)
- إغناثيو راتي على موقع Soccerway.com (الإنجليزية)